# Robert FitzHamon
No confundir con su tío, Robert de Crevequer.
Robert FitzHamon también Robert de Creully y Robert de Crevecoeur  (Creully c. 1050-Falaise 10 de marzo de 1107) fue un noble caballero anglonormando, conde de Corbeil, barón de Creully, Torigni, Lord de Gloucester, Bristol, Tewkesbury, Cardiff y príncipe de Glamorgan (1075). Gobernador de Caen. Llamado también «Conquistador de Glamorganshire», y «Conquistador de Gales». Hijo de Hamon FitzHamon de Crevecoeur y Halwisa [Elisabeth] D'Avoye (c. 1030-1065).
Pariente de Guillermo I el Conquistador, fue uno de los pocos barones anglonormandos que se mantuvo leal a los dos reyes sucesivos Guillermo Rufus y Enrique I de Inglaterra. Guillermo Rufus le concedió el honor de Gloucester. Creador de los doce caballeros de Glamorgan, una suerte de mercenarios que le acompañaron en la conquista normanda de Gales entre 1089 y 1094. Custodio y castellano del castillo de Cardiff, construyó nuevas fortalezas en Newport y Kenfig. 
FitzHamon demostró ser tan leal a Enrique I como lo había sido a su predecesor Guillermo Rufus. Respaldó a Enrique en diversos conflictos abiertos con Roberto Curthose. Fue uno de los tres barones normandos que negociaron la tregua de 1101 entre Enrique I y Roberto Curthose.
En 1105 fue a Normandía y fue capturado mientras luchaba cerca de sus propiedades ancestrales cerca de Bayeux. Esta fue una de las razones por las que Enrique I cruzó el canal con una fuerza militar ese año. FitzHamon fue liberado y se unió a la campaña de Enrique, que procedió a sitiar Falaise. Allí, FitzHamon resultó gravemente herido en la cabeza y, aunque vivió dos años más, nunca volvió a ser el mismo. Fue enterrado en la Sala Capitular de la abadía de Tewkesbury, que él mismo había fundado y enriquecido considerablemente a lo largo de su vida.

## Herencia
Se casó con Sibila de Montgomery (c. 1058-1107), una hija de Roger II de Montgomery. Fruto de esa relación nacieron varios hijos:
- Ricardo de Grenville, uno de los doce caballeros de Glamorgan;
- Maud (Matilde o Mabel) de Creully (c. 1094-1157). Casada con Roberto de Gloucester, hijo ilegítimo de Enrique I de Inglaterra.[7]
- Adela de Gloucester (de Creully), esposa de Ernez Malet, un hijo de Guillermo Malet.
- Hawise [Isabella] de Creully. Monja.
- Cecile de Creully. Monja.
- Amice de Creully. Monja.